# Varanus indicus
Varanus indicus là một loài thằn lằn trong họ Varanidae. Loài này được Daudin mô tả khoa học đầu tiên năm 1802.

## Hình ảnh

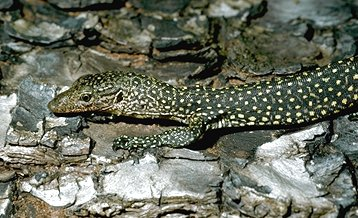
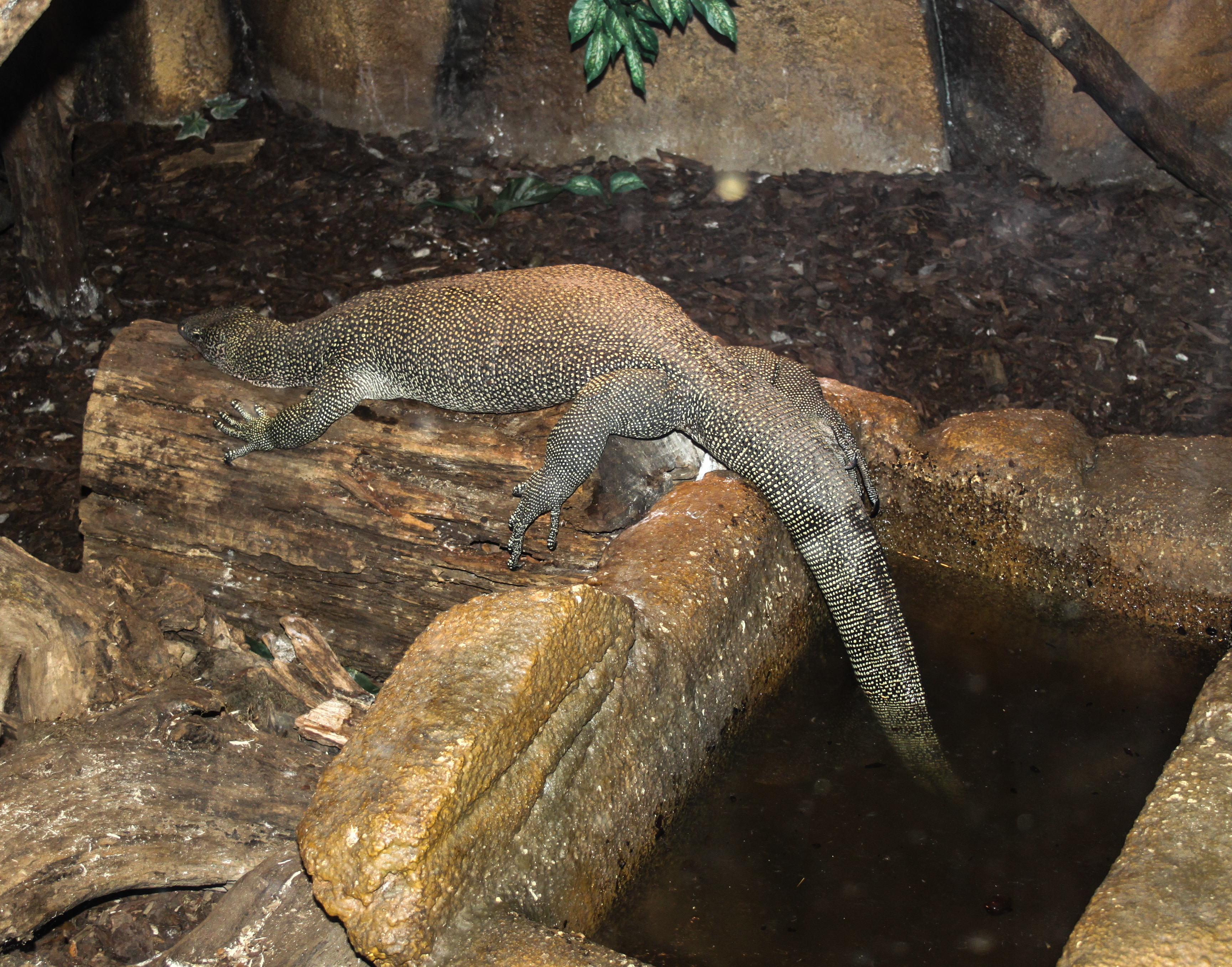